# Marry the Night
"Marry the Night"는 미국의 가수 레이디 가가의 노래이다. 가가의 번째 정규 음반 Born This Way의 다섯째 싱글로 발매되었다.

## 트랙 리스트
- 디지털 다운로드

1. "Marry the Night" – 4:25

- Born This Way (Bonus Track Version)

1. "Marry the Night" (Zedd Remix) – 4:21

- Born This Way – The Remix

1. "Marry the Night" (The Weeknd and Ilangelo Remix)